# ليزلي رحمن
ليزلي رحمن (بالهولندية: Lesley Rahman)‏ هو صحفي سورينامي، ولد في 24 سبتمبر 1954 في أروبا في مملكة هولندا، وتوفي في 8 ديسمبر 1982 في باراماريبو في سورينام.